# Muangthong United Football Club
Maillots
Actualités
Le Muangthong United Football Club (en thaï : สโมสรฟุตบอลเมืองทอง ยูไนเต็ด), plus couramment abrégé en Muangthong United, est un club thaïlandais de football fondé en 1989 et basé dans la ville de Pak Kret, dans la banlieue de Bangkok, la capitale du pays.

## Historique
Le club atteint les demi-finales de la Coupe de l'AFC 2010.

## Palmarès
| Compétitions nationales | Compétitions internationales                                                                  | |
| --- | --------------------------------------------------------------------------------------------- | --- |
| \| - Championnat de Thaïlande (4) : - Champion : 2009, 2010, 2012 et 2016. - Vice-champion : 2013, 2015 et 2017. - Coupe de Thaïlande : - Finaliste : 2010, 2011, 2015 et 2025. \| \| - Coupe de la Ligue thaïlandaise (2) : - Vainqueur : 2016 et 2017. - Finaliste : 2024. - Championnat de Thaïlande de deuxième division (1) : - Champion : 2008. \| | - Championnat du Mékong (1) : - Vainqueur : 2017. - Coupe de l'AFC : - Demi-finaliste : 2010. | |
| - Championnat de Thaïlande (4) : - Champion : 2009, 2010, 2012 et 2016. - Vice-champion : 2013, 2015 et 2017. - Coupe de Thaïlande : - Finaliste : 2010, 2011, 2015 et 2025. |                                                                                               | - Coupe de la Ligue thaïlandaise (2) : - Vainqueur : 2016 et 2017. - Finaliste : 2024. - Championnat de Thaïlande de deuxième division (1) : - Champion : 2008. |

## Personnalités du club

### Présidents
- Wilak Lohtong

### Entraîneurs
| - Nopporn Eksrattra (2007) - Surasak Tungsurat (2008) - Attaphol Buspakom (2009) - René Desaeyere (11 janvier 2010 - 7 janvier 2011) - Carlos Roberto (31 décembre 2010 - 28 février 2011) - Henrique Calisto (6 mars 2011 - 29 septembre 2011) - Robbie Fowler (1er octobre 2011 - 31 janvier 2012) - Slaviša Jokanović (27 février 2012 - 4 juin 2013) - Winfried Schäfer (5 juin 2013 - 16 juillet 2013) - René Desaeyere (19 juillet 2013 - 31 décembre 2013) |  | - Scott Cooper (2 janvier 2014 - 30 mars 2014) - Dragan Talajić (2 juillet 2014 - 19 janvier 2016) - Totchtawan Sripan (21 janvier 2016 - 21 mars 2018) - Radovan Ćurčić (30 avril 2018 - 5 octobre 2018) - Pairoj Borwonwatanadilok (22 novembre 2018 - 1er avril 2019) - Uthai Boonmoh (1er avril 2019 - 7 avril 2019) - Yoon Jong-hwan (9 avril 2019 - 12 juin 2019) - Alexandre Gama (13 juin 2019 - 17 octobre 2020) - Mario Gjurovski (19 octobre 2020 - 18 septembre 2023) - Miloš Joksić (27 novembre 2023 - 23 juin 2024) - Gino Lettieri (19 juil 2024 -) |